# Chachi Luján
Chachi Luján es un músico, cantante y compositor de nacimiento venezolano, cuya carrera se ha realizado íntegramente en el Perú, solista e integrante de  Telegraph Avenue, Dr. No y La banda de OZ.

## Biografía
Nació en 18 de noviembre de 1950.
En 1969 Telegraph Avenue, la banda alcanza la fama a nivel nacional e internacional.
A finales de 1972 con la idea de cerrar para siempre el capítulo del canto, grabando el disco El retorno de Telegraph Avenue.

### Carrera con Telegraph Avenue
En 1969 junto a Bo Ichikawa, Álex Nathanson y Wallo Carrillo forman la alineación original de Telegraph Avenue. Junto a Telegraph Avenue grabó tres discos: Telegraph Avenue I (1971),  Telegraph Avenue II (1975). Se disuelven en 1971 y graban Telegraph Avenue III en 2017. Actualmente permanece en la banda junto a los otros integrantes originales.

### Carrera con Chachi Luján DR. NO y la banda de OZ.
DR.NO Fue el primer "super grupo" Peruano por sus integrantes de nivel en el País.
Entre ellos la formación constaba de Octavio Castillo, Ernesto Samamé, Walo Carrillo, y Chachi Luján
Dando giras y sobre todo tocando en diversas presentaciones. 
Tuvo éxitos que lideraron las emisoras como "Gracias", "Turn out the lights", "Tu eres para mi", "Sola" Etc... 
Antes de las redes sociales y/o videos la forma de darle curso a una banda era tocando y fue un éxito rotundo llegando a trascender en el tiempo.
Actualmente DR.NO es marca de Chachi y consta de una nueva formación siendo "DR.NO 2025" incluyendo dos integrantes de la banda "Los Mojarras" Dani Cocol, Lucho Alvarado. Y dos músicos más jóvenes en la escena con experiencia: Mac Vassallo y Santiago Luján.
En 1990 Chachi Luján funda el grupo "La banda de OZ" de corta duración. Sus integrantes fueron Ricardo "Richard" Salazar en la batería, Alberto "Tito" Aliga en el bajo y Ronald Mckee en la primera guitarra. 
Después de dos giras a nivel nacional se disuelve "La banda de Oz". 
Sin embargo el público reconoce la carrera de Chachi por "Dr.No" ,"Telegraph ave" y por ser pionero del género en Latinoamérica ya que trajo estilos más avanzados para su época gracias a sus constantes viajes al extranjero, dándole más experiencia en sus habilidades artísticas y en el público que después de años ese mismo creció. Entre ellos (Pedro Suarez-Vertiz, Wicho de Mar de copas, Patricio Suarez-Vertiz.)

### Carrera solista
En 1983 regresa de Estados Unidos para retornar a los escenarios junto a Octavio Castillo, Ernesto Samamé y Wallo Carrillo, la cual recibió el nombre de Dr. No.
Chachi graba "Angustiado" en los ochenta con "Alex Lora" del Tri de México.
También fue parte del equipo de Gisella Valcarcel en America Televisión, siendo maestro de diversos concursantes populares de la TV.
En 2014, junto con la actriz venezolana María Cristina Tinoco, creó un tema dedicado a los venezolanos que pasan dificultades durante el gobierno de Nicolás Maduro.
En el 2023 se reúne con socios con quien afianza fuerzas y promueven el rock Peruano en Lima con bandas locales e internacionales presentando a más de 200 bandas. 
Iniciando el 2025 tiene giras constantes por el País y se rumorean giras nuevamente por Europa.

## Discografía

### Álbumes con Telegrah Avenue
- Telegraph Avenue I (1971)
- Telegraph Avenue II (1975)
- Telegraph Avenue III (2017)[5]

### Sencillos como solista
- Turn out the lights/Nice (1983)
- Eres para mí/Sola (1985)
- Gracias/Super Nice (1985)

### EP como solista
- Retorno (2014)